# Casa de Frederick C. Robie
Casa de Frederick C. Robie é uma casa tombada pelo patrimônio histórico dos Estados Unidos localizada na 5757 South Woodlawn Avenue, no subúrbio de Hyde Park em Chicago, Illinois. Foi projetada e construída entre 1908 e 1909 pelo arquiteto Frank Lloyd Wright e é reconhecida como o melhor exemplo de suas obras do período da Prairie School, o primeiro estilo arquitetônico genuinamente americano.
A cada foi designada como marco histórico americano em 27 de novembro de 1963, e estava relacionada na primeira lista do Registro Nacional de Lugares Históricos dos Estados Unidos, divulgada em 15 de outubro de 1966. A Casa de Robie e uma seleção de outras 7 propriedades de Wright foram inscritas na Lista de Patrimônio Mundial sob o título "A arquitetura do século XX de Frank Lloyd Wright" em julho de 2019.

## História
Wright desenhou a Robie House no seu estúdio em, localizado em Oak Park nos anos de 1908 e 1909. A inspiração para o desenho desta casa foi a Casa de Ferdinand F. Tamek House, localizada em Riverside no Illinois, também desenhada por Wright em 1907-1908. A data da encomenda da casa, Robie tinha apenas 28 anos, e era o gestor assistente da Exclesior Supply Company, uma companhia a Sul de Chicago que pertencia ao seu pai. Apesar de alguns desenhos da Robie House serem datados de 1906, Wright não pode ter começado a trabalhar na casa antes da Primavera de 1908, porque Robie apenas comprou o terreno em maio do mesmo ano. Ele e a sua mulher, Laura Hieronymus Robie, graduada em 1900 pela Universidade de Chicago escolheram para local da construção o número 5757 da South Woodlawn Avenue de modo a permanecerem perto do campus e da vida social da Universidade. A propriedade media 60 por 180 pés.
A empresa de construção contratada para o projecto iniciou a construção em 15 de Abril de 1909. Wright apenas supervisionou o construção durante a sua fase inicial já que, partiu para a Europa no fim do ano de 1909, a fim de levar a cabo a publicação do seu projecto, Wasmuth Portfolio. Entregou os seus projectos a Hermann Von Holst, que continuou a empregar Marion Mahony, um arquitecto do antigo escritório de Wright e George Mann Niedecken, um designer de interiores, natural de Milwaukeem, Wisconsin, que tinha trabalhado com Wright na Susan Lawrance Dana House, em Springfield (Illinois), na Avery Coonley House, em Riverside, Illinois, e na Meyer May House, em Grand Rapids, Michigan. A influência de Niedecken é notada em alguma da mobília e nas tapeçarias do hall de entrada, sala de estar e de jantar.
A família Robie, constituída por Frederick, Laura e os seus dois filhos, Frederick Jr. e Lorraine mudaram-se para a casa em Maio de 1910, apesar dos retoques finais só terem sido acabados em Janeiro de 1911. Segundo Frederick Robie, seu lote custou US$14.000, a casa teve um orçamento de US$ 35.000 e o mobiliário de US$ 10.000.

## Galeria de fotos

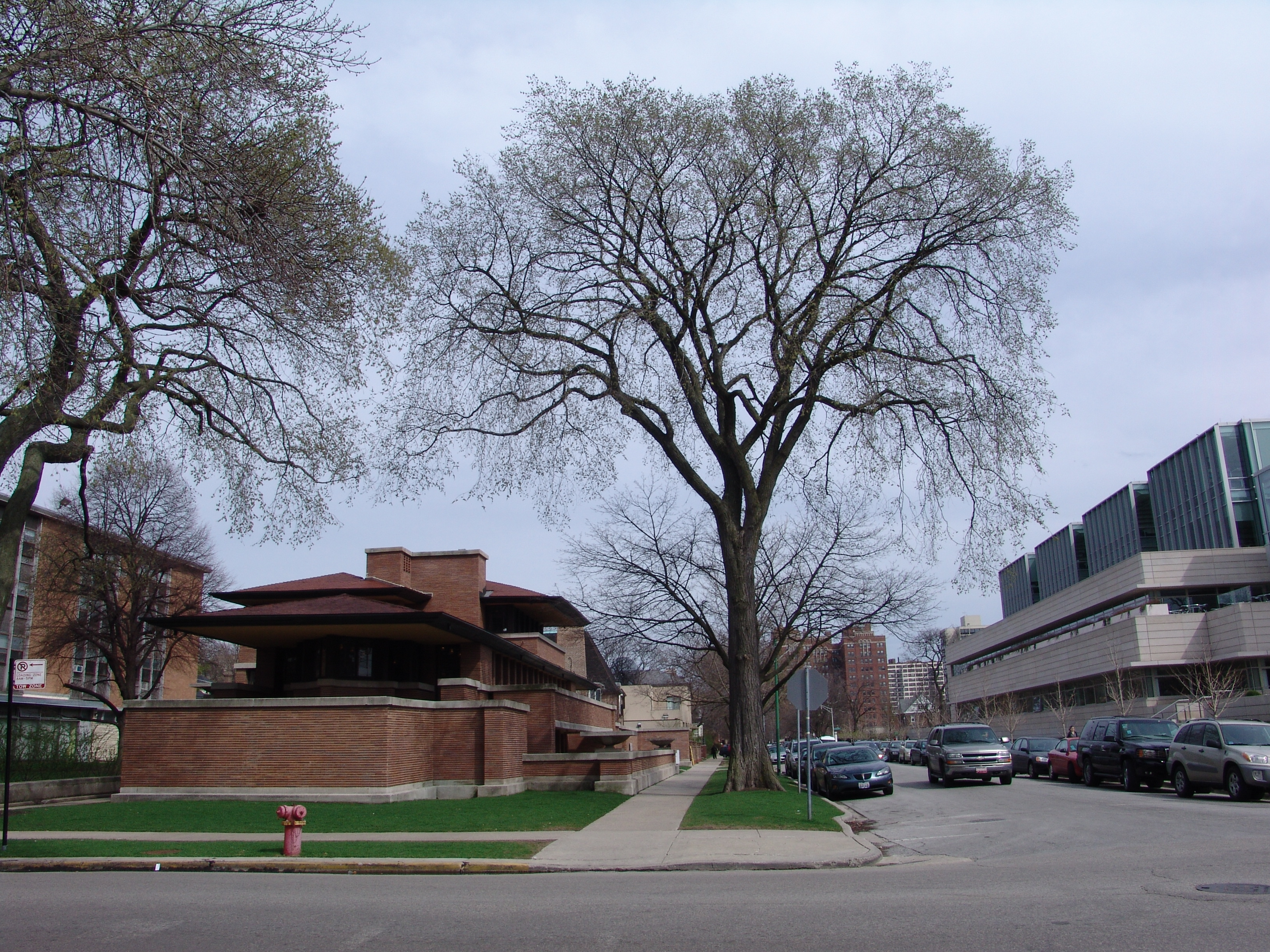
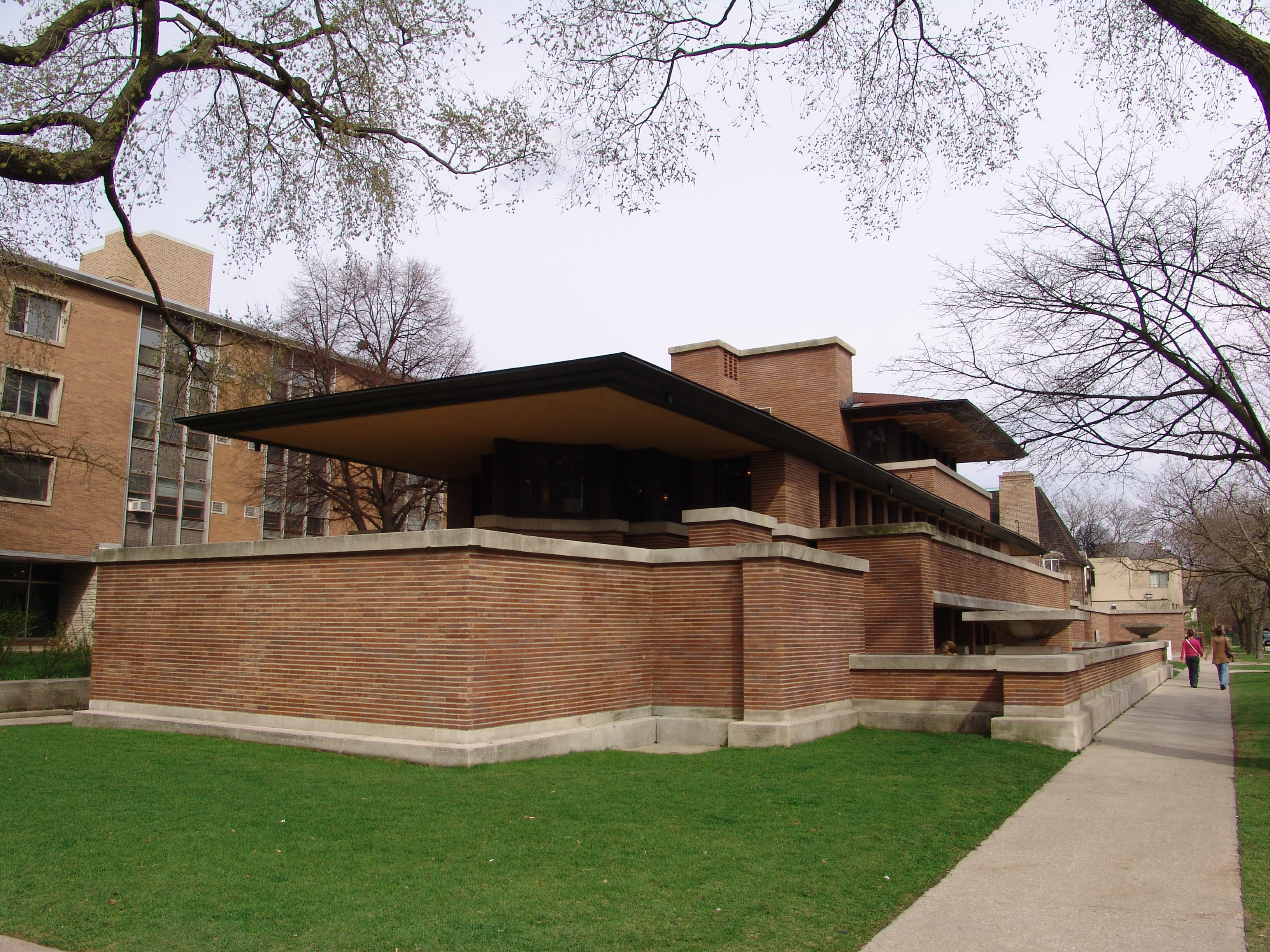
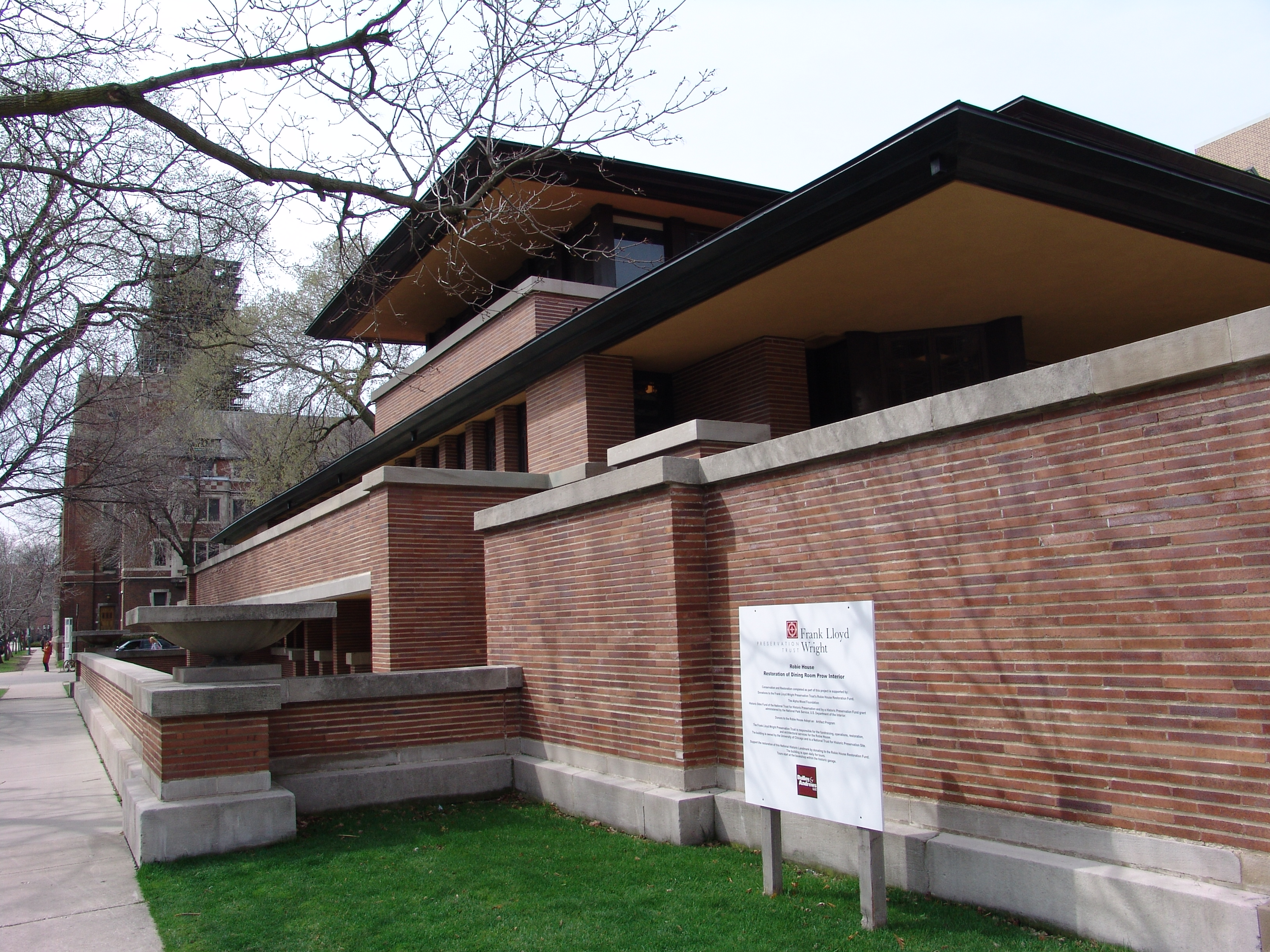
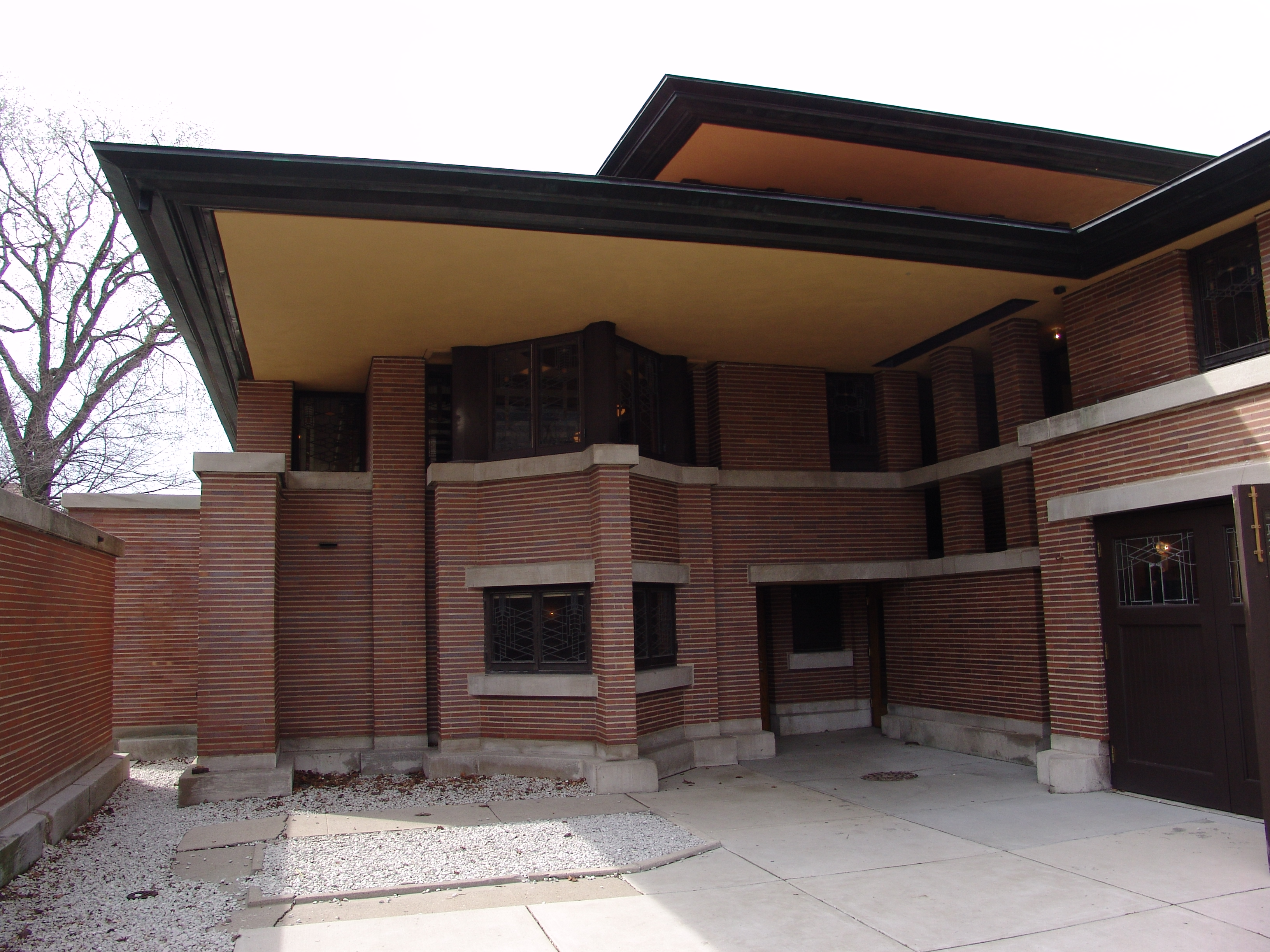
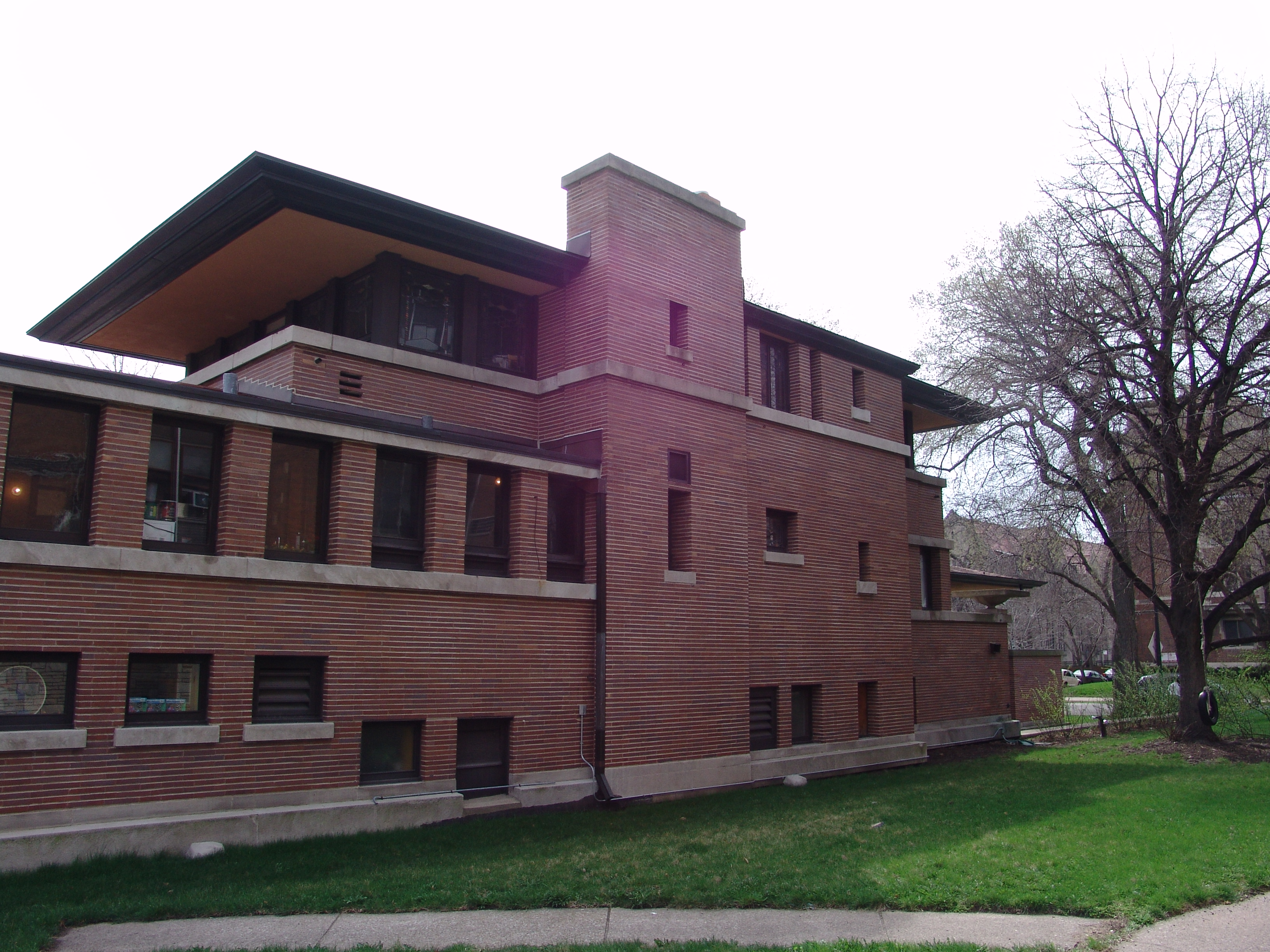
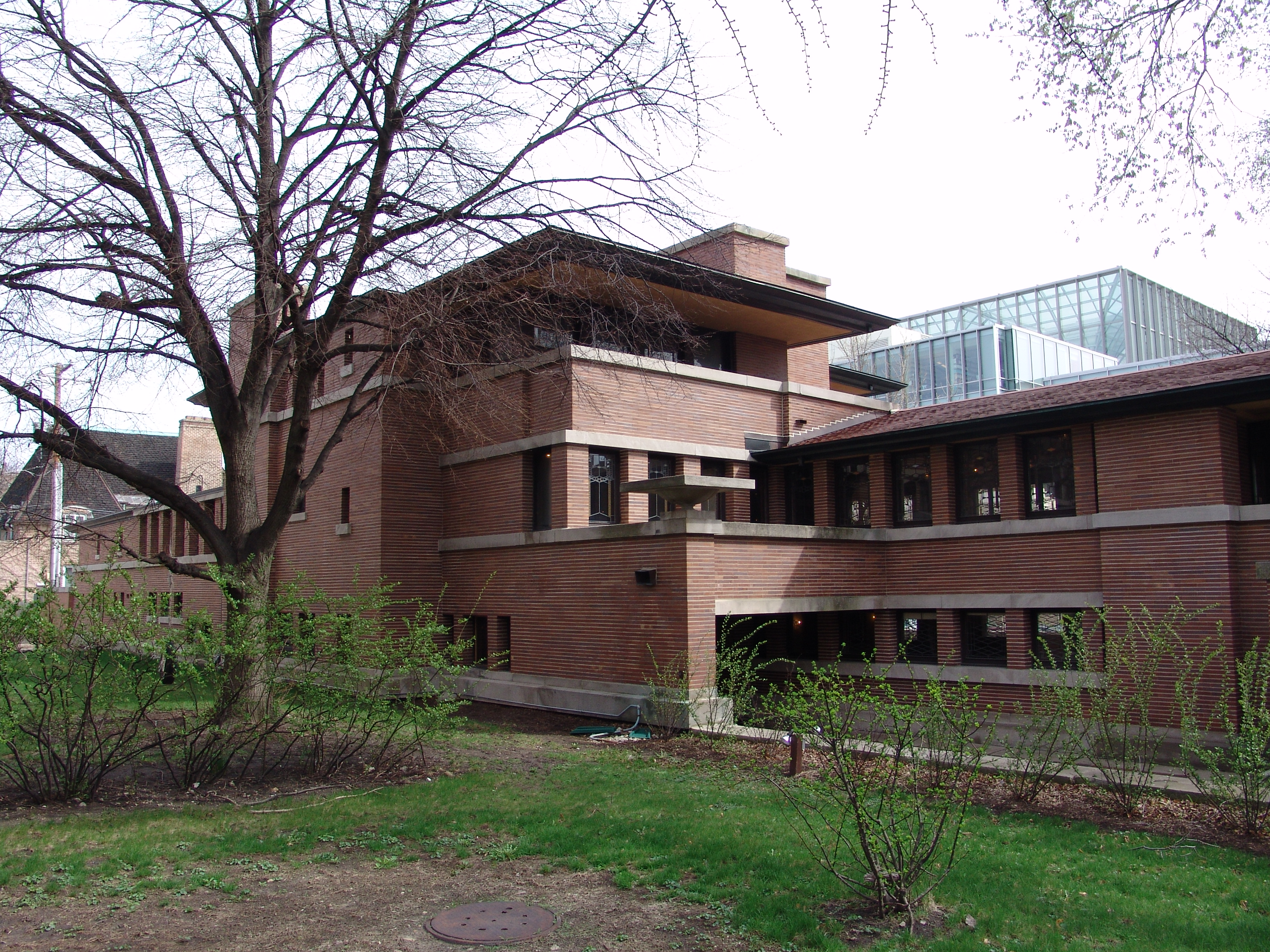
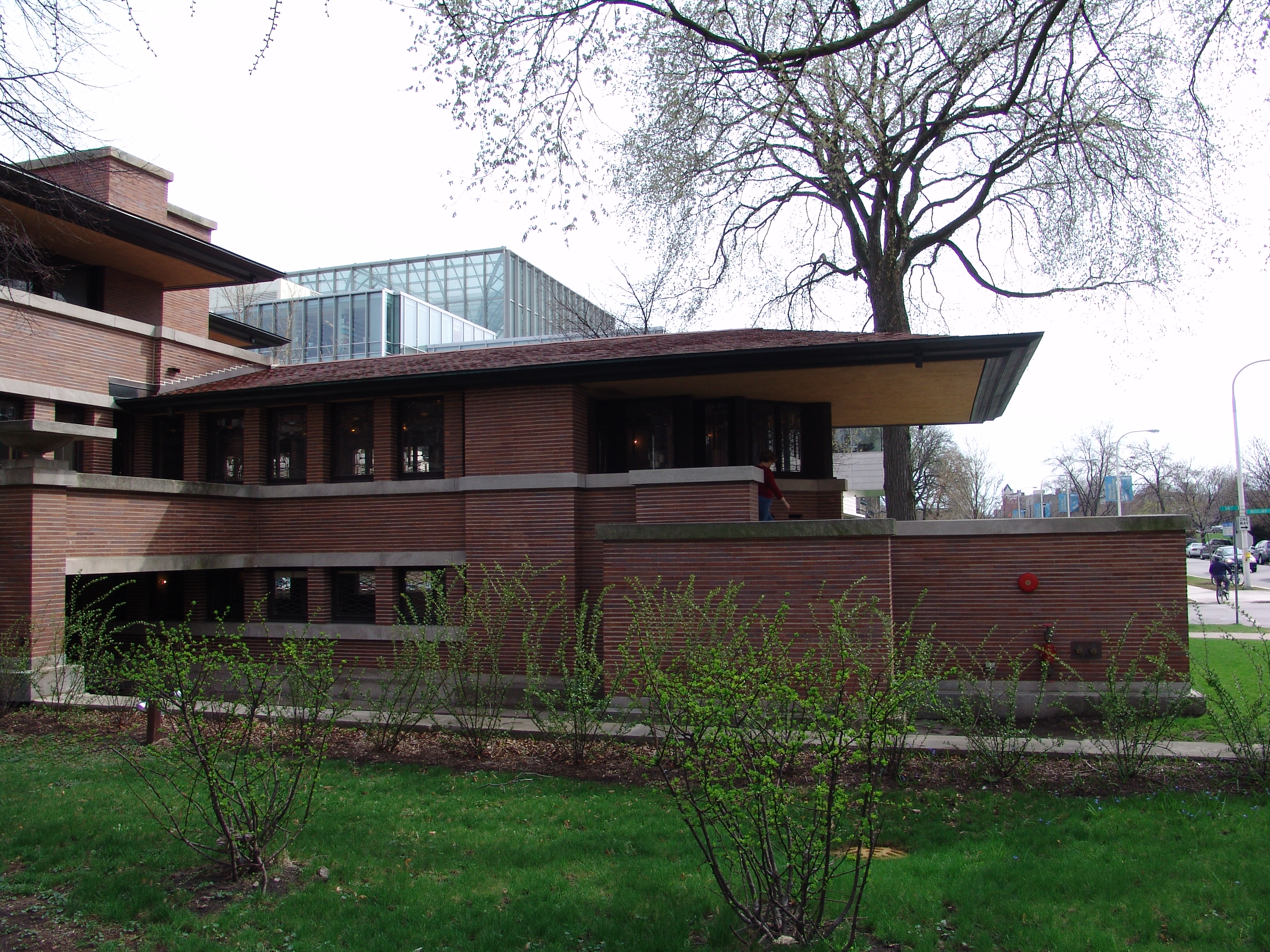
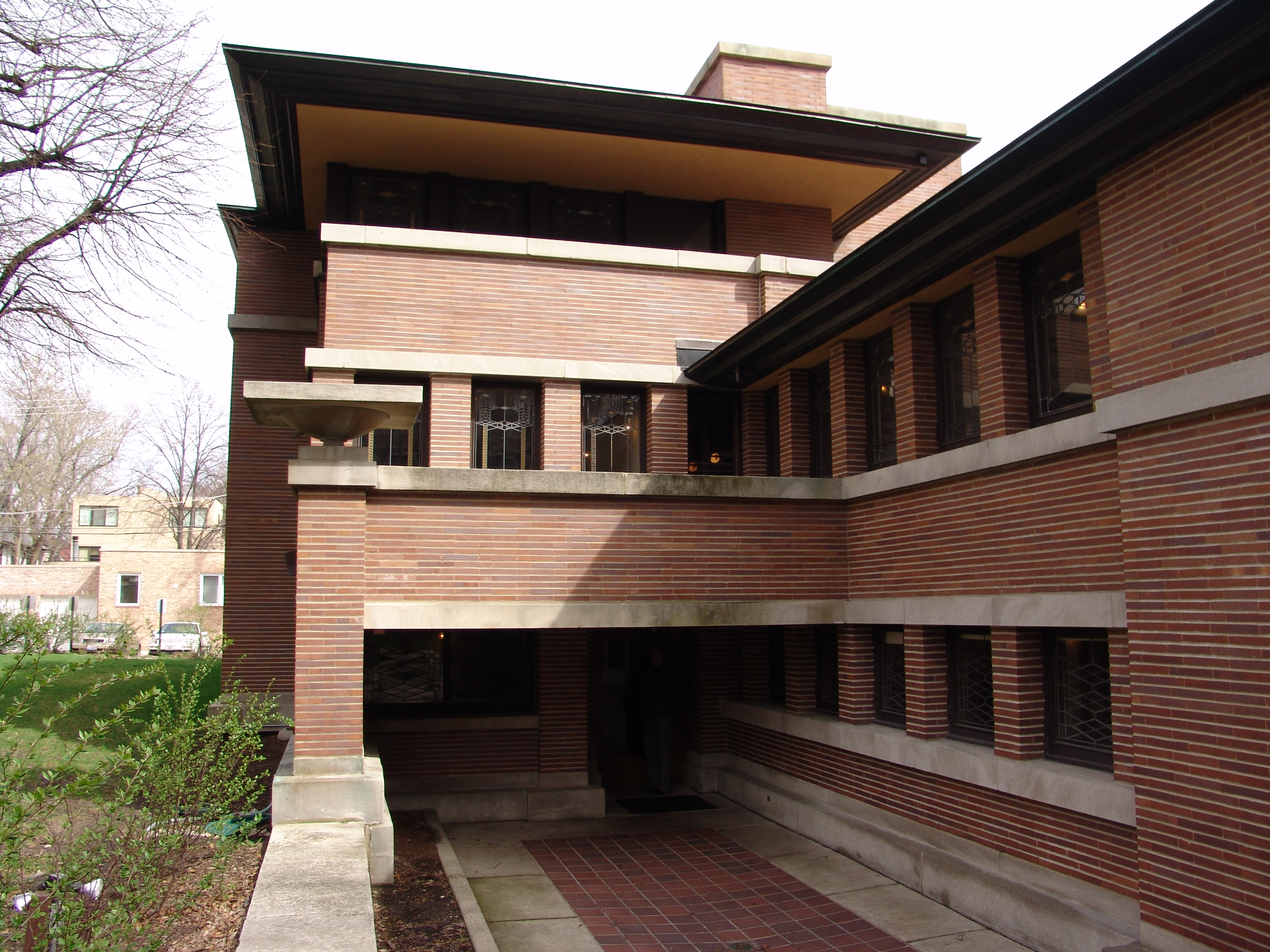